# Пицо (Сондрио)
Пицо (итал. Pizzo) је насеље у Италији у округу Сондрио, региону Ломбардија.
Према процени из 2011. у насељу је живело 102 становника. Насеље се налази на надморској висини од 248 м.